# Nudow
Nudow ist ein Straßendorf im brandenburgischen Landkreis Potsdam-Mittelmark. Es ist seit 2003 Teil der Gemeinde Nuthetal, welche aus einem Zusammenschluss von fünf bis dahin selbständigen Ortschaften entstandenen ist.

## Geschichte und Etymologie

### 14. Jahrhundert bis 16. Jahrhundert

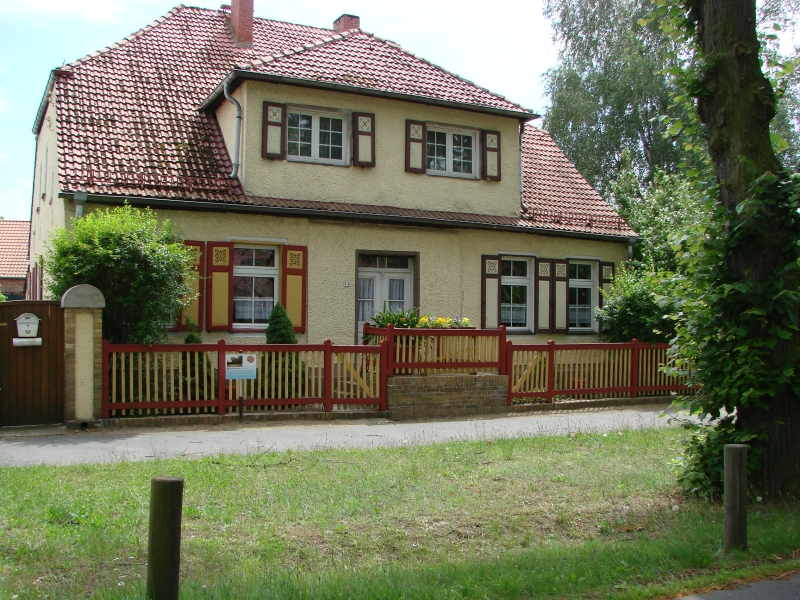
Lehnschulzenhaus

Das 1359 erstmals als zu Nudow urkundlich erwähnte Nudow ist eine slawische Gründung. Der Name Nudow bedeutet Siedlung an der Nuthe. Ursprünglich war die dortige Bevölkerung, gemeinsam mit acht weiteren Dörfern, verantwortlich für die Versorgung der Besatzung der Burg Saarmund. Demzufolge gehörte es vor 1359 bis zum Anfang des 19. Jahrhunderts dem Amt Saarmund. Es belehnte vor 1375 die Familie Mukum (Mukem) mit der Ober- und Untergerichtsbarkeit sowie dem Kirchenpatronat. Die Familie erhielt Pacht- und Zinserträge aus dem 17 Hufen großen Dorf. Dort gab es neben dem Krug und dem Lehnschulzen insgesamt zehn Kötterhöfe, von denen jedoch zwei wüst, also unbesetzt waren. Zwei Hufen standen dem Pfarrer als abgabenfreie Pfarrhufen zu. Dies ist auch gleichzeitig der indirekte Nachweis für eine Dorfkirche. Das Amt behielt hingegen die Wagendienste sowie die Bede.
Die Familie von Schlabrendorf erwarb vor 1450 die Rechte an Nudow. Das Dorf wird im Lehnsbrief als der Burg Beuthen zugehörig genannt. Der Ort war mittlerweile auf neun Hufen zusammengeschrumpft, davon nach wie vor zwei für den Pfarrer. Die zehn Kötterhöfe schienen jedoch mittlerweile besetzt, ebenso der Krüger und der Schulze. Im Jahr 1480 wurde die Gemarkung mit 19 Hufen angegeben (darunter zwei für den Pfarrer). Es gab einen Krug, den Schulzen sowie zehn Kötter – allerdings war ein Hof wiederum wüst gefallen. 1576 lebten sechs Hufner und 13 Kötter im Dorf.

### 17. Jahrhundert
Im Jahr 1625 lebten im Ort weiterhin sechs Hufner und 13 Kötter; hinzugekommen waren zwei Paar Hausleute. Die Gemarkung war mittlerweile 17 Hufen groß, von denen jedoch ein Hof mit drei Hufen abging, der von der Familie von Schlabrendorf freigewilligt worden war. Die Familie hielt das Dorf bis zum Dreißigjährigen Krieg. Danach konnte sie ihren Besitz nicht länger halten. Im Jahr 1652 gab es zwei Bauern mit einem Sohn, neun Kötter sowie den Viceschulzen, der zwei Knechte beschäftigte. Nudow gelangte 1649 an die Familie von Schwerin, die den Ort allerdings nur bis 1662 hielt. Danach erwarb der brandenburgische Kurfürst den Ort, der fortan vom Amt Potsdam verwaltet wurde. Es hielt die Ober- und Untergerichtsbarkeit, das Kirchenpatronat sowie die Abgaben (1700).

### 18. Jahrhundert

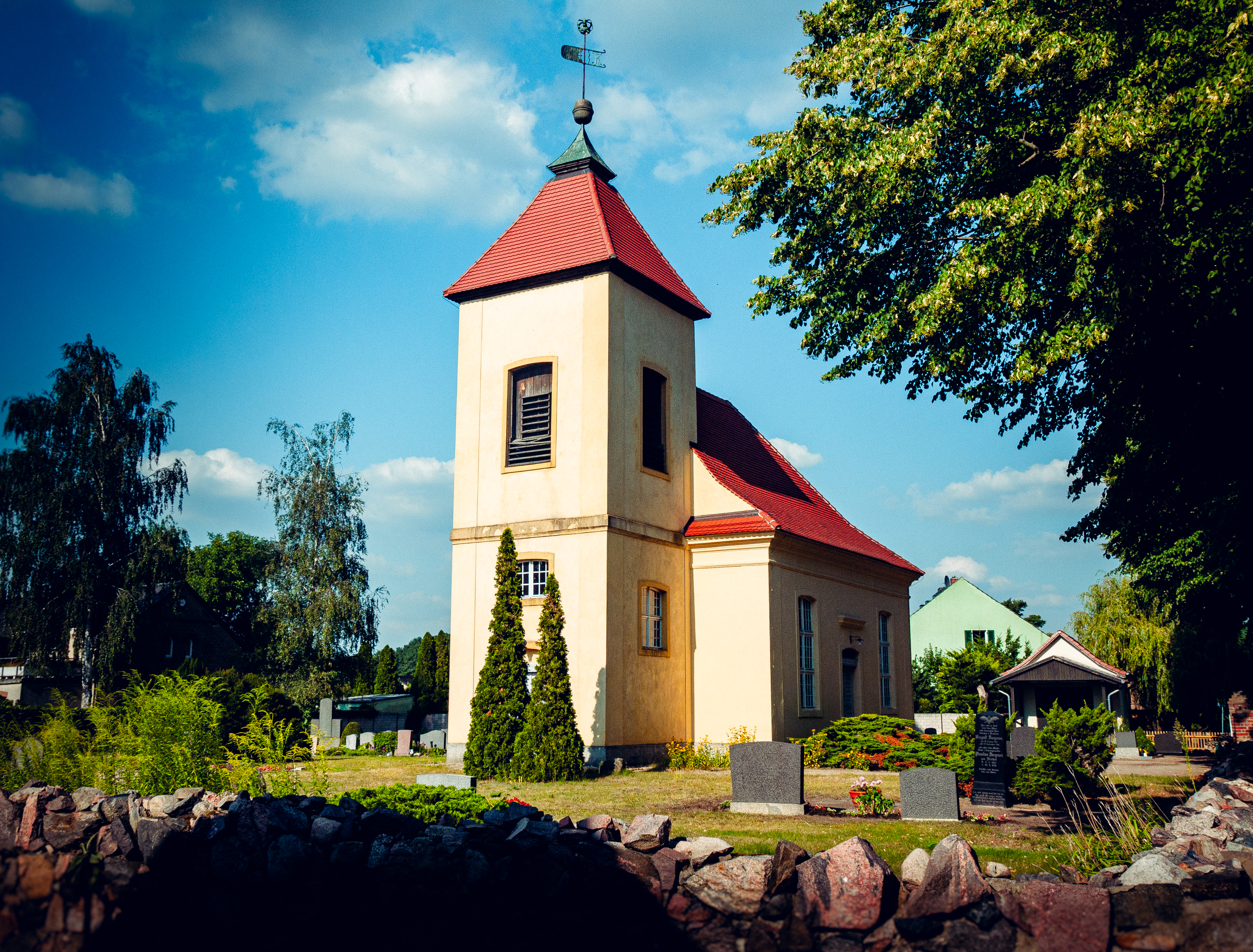
Dorfkirche Nudow

Im Jahr 1700 gab es in Nudow ein freies Schulzengut, einen Schenkkrug sowie fünf Bauern mit insgesamt 11 als „schlecht“ bezeichneten Hufen. Weiterhin gab es zwölf Kötterhöfe, zwei Hausleute oder Büdner. 1711 waren es fünf Hufner, 13 Kötter sowie der Hirte und drei Paar Hausleute. Sie entrichteten für 14 Hufen je acht Groschen an Abgaben. In den Jahren 1733/1734 entstand im Auftrag Friedrich Wilhelm I. vermutlich unter der Leitung von Johann Gottfried Kemmeter die Dorfkirche Nudow, die daher auch als Kronkirche bezeichnet wird. Vermutlich wurde dabei ein Vorgängerbau mit einbezogen, denn Nudow war 1541 bereits Mutterkirche mit Fahlhorst als Tochterkirche. 1745 gab es im Ort fünf Bauern, 13 Kötter sowie einen Krug. Außerhalb des Ortes war ein Familienhaus entstanden, das ursprünglich als Forsthaus errichtet worden war. Als Eigentümer wird Peter Stöcker genannt, der als Freischulzengut mit drei freien Hufen erwarb. Zuvor gehörte es einer Frau von Thile. 1756 gab es im Ort vier Dreihufner, einen Zweihufner und 13 Kötter. Im Jahr 1771 bestand Nudow aus 18 Giebeln (=Wohnhäuser), in dem unter anderem ein Hirte sowie mittlerweile sieben Paar Hausleute wohnten. Sie zahlten für 14 Hufen je acht Groschen Abgaben.

### 19. Jahrhundert

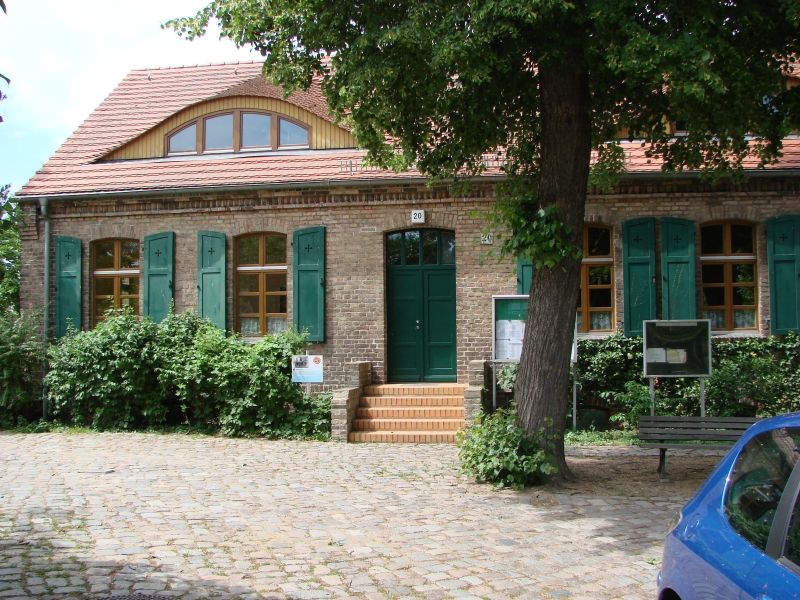
Dorfschule

Im Jahr 1801 lebten in Nudow der Lehnschulze, vier Ganzbauern, ein Halbbauer, zwölf Ganzkötter sowie vier Büdner und zehn Einlieger. Es gab mittlerweile eine eigene Schmiede sowie 33 Feuerstellen (=Haushalte). 1840 waren die Anzahl der Gebäude auf 36 Wohnhäuser einschließlich des Stöckerhauses angewachsen. 1858 gab es in Nudow 23 Hofeigentümer, die 24 Knechte und Mägde beschäftigten. Es gab acht nebengewerbliche Landwirte und 18 Arbeiter. Insgesamt bestanden 31 Besitzungen. Die größte war 446 Morgen groß. Weitere 19 kamen zusammen auf 1774 Morgen Land, vier hatten zusammen 46 Morgen und weitere sieben zusammen gerade einmal acht Morgen. Mittlerweile hatten sich auch einige Gewerke in Nudow angesiedelt. Es gab einen Schuhmachermeister, zwei Schneidermeister, zwei Zimmergesellen, drei Maurergesellen, einen Grobschmiedemeister mit einem Lehrling, einen Krug, einen Beamten und zwei Arme. 1860 standen im Ort fünf öffentliche, 35 Wohn- und 74 Wirtschaftsgebäude, darunter zwei Getreidemühlen. Die Schule wurde 1884 mit einem Klassenraum und einer Lehrerwohnung erbaut. Bis 1968 wurden Schüler hier in einem Klassenraum (jahrgangsübergreifend) unterrichtet.

### 20. und 21. Jahrhundert

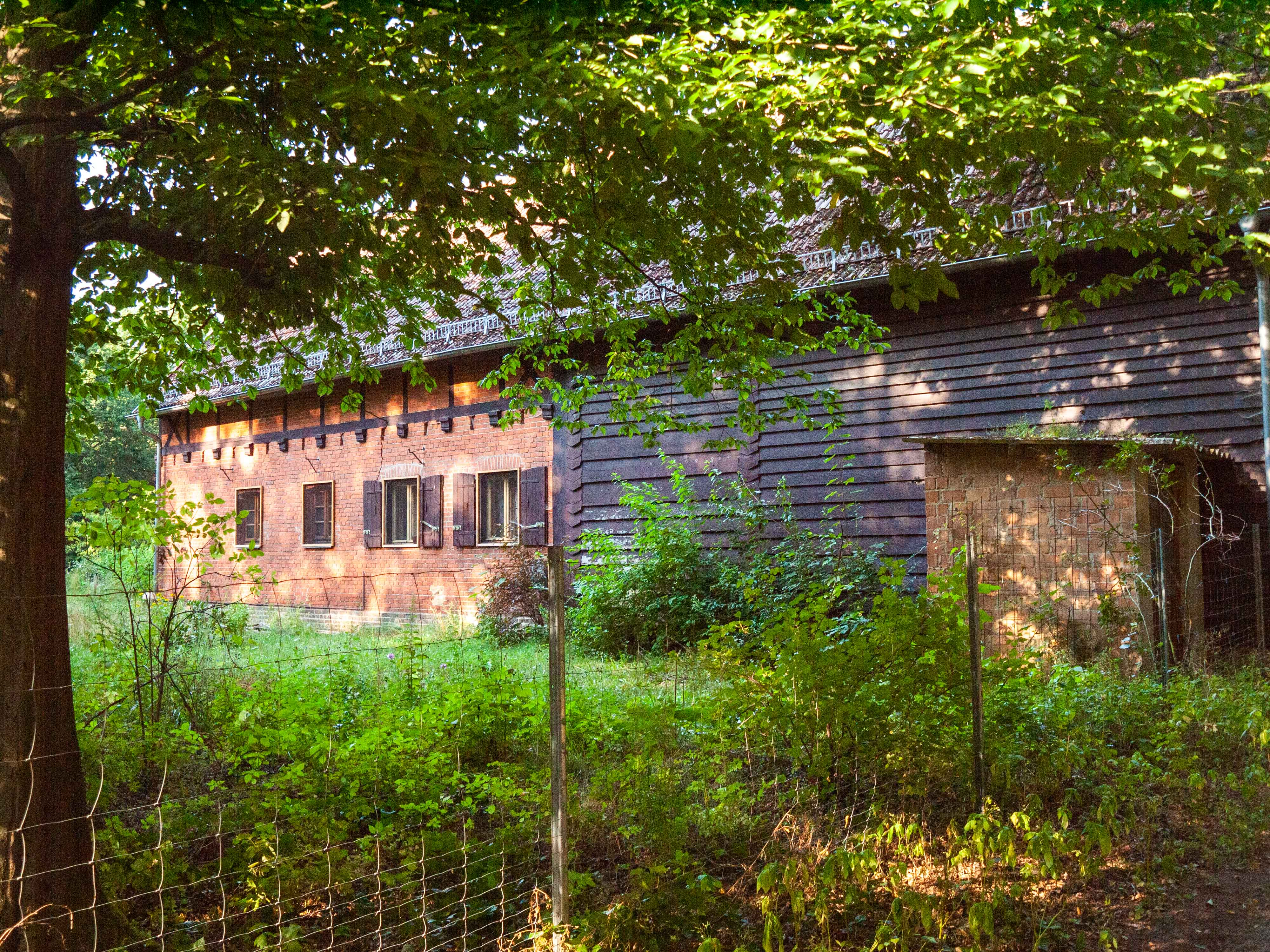
Forsthaus Ahrensdorf

Im Jahr 1900 gab es in Nudow 54 Häuser; der Bestand wuchs auf 63 Wohnhäuser im Jahr 1931 an. 1928 wurden Teile des Gutsbezirks Potsdamer Forst mit dem Forsthaus Ahrensdorf, Exklaven des Gutsbezirks Fahlhorst sowie Ruhlsdorf am Stöckerfließ sowie Osdorf in die Gemeinde Nudow eingemeindet. Im gleichen Jahr gründete sich eine Freiwillige Feuerwehr, die mittlerweile als Löschgruppe zur Freiwilligen Feuerwehr Nuthetal gehört. In Nudow leben gegenwärtig vierhundertfünfzig Einwohner (Stand: 2008). In den 1930er Jahren wurde zwischen Nudow und dem „Langen Berg“ Sand für den Autobahnbau abgetragen. Die entstandenen Gruben haben sich im 20. Jahrhundert mit Wasser gefüllt und werden von der Bevölkerung zum Baden und zur Erholung genutzt. 1932 bestand Nudow aus der Gemeinde mit den Wohnplätzen Forsthaus Ahrensdorf, Ausbauten Nudow und Stöckerhaus. 1939 gab es 14 land- und forstwirtschaftliche Betriebe. 14 waren zwischen 20 und 100 Hektar groß, sieben zwischen zehn und 20, drei zwischen fünf und zehn sowie 19 zwischen 0,5 und fünf Hektar.
Nach dem Zweiten Weltkrieg wurden 42 Hektar enteignet und davon 34 aufgeteilt. Drei Bauern erhielten zusammen 24 Hektar, zwei weitere Altbauern bekamen neun Hektar zusätzliches Land. 1950 bestand die Gemeinde Nudow mit den Wohnplätzen Ausbau mit Stöckerhaus und Forsthaus mit Jagdhütte. 1959 gründete sich eine LPG vom Typ I mit sechs Mitgliedern, die 78 Hektar landwirtschaftliche Nutzfläche bewirtschafteten. Sie wuchs ein Jahr bereits aus 28 Mitglieder und 299 Hektar Fläche an. 1973 fand in der Schule letztmals der Schulunterricht statt. Nach einer umfassenden Sanierung befindet sich dort seit 1998 das Gemeindezentrum.
Am 26. Oktober 2003 wurde Nudow in die neue Gemeinde Nuthetal eingegliedert.

## Bevölkerungsentwicklung
| Jahr      | 1734 | 1772 | 1801 | 1817 | 1840 | 1858 | 1895 | 1925 | 1939 | 1946 | 1964 | 1971 |
| Einwohner | 196  | 203  | 239  | 219  | 242  | 286  | 316  | 365  | 363  | 387  | 281  | 280  |

## Politik
Ortsvorsteher ist Harald Schmidt-Urbich (Bürger Ortsteile Nuthetal). Der Ortsbeirat setzt sich aus 3 Abgeordneten zusammen.
| Partei/Gruppierung              | Sitz/e |
| ------------------------------- | ------ |
| Bürger Ortsteile Nuthetal (AiV) | 2      |
| Bürger für Nuthetal (BFN)       | 1      |
| Gesamt                          | 3      |

(Stand: Kommunalwahl am 26. Mai 2019)

## Kultur und Sehenswürdigkeiten
Ein vollständiger Überblick über die Baudenkmale findet sich in der Liste der Baudenkmale in Nuthetal.

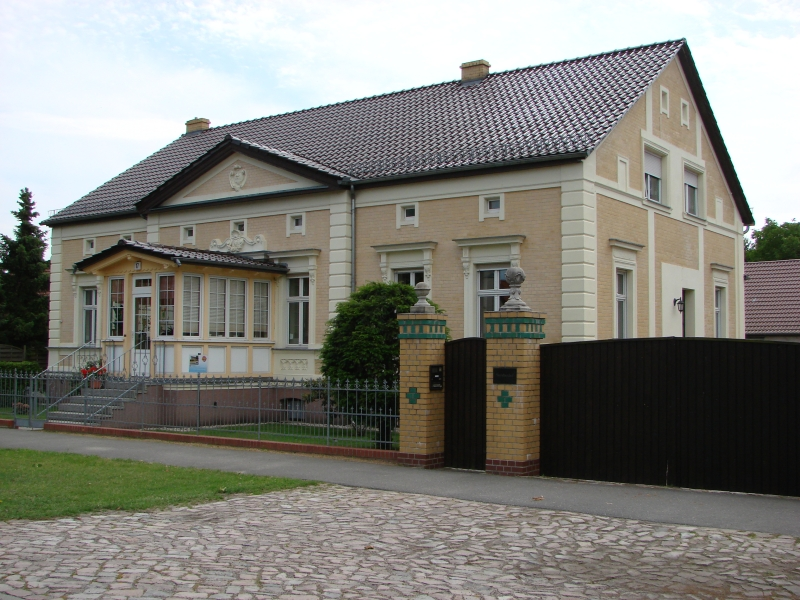
„Storchenhof“

- Die Dorfkirche Nudow wurde in den Jahren 1733/1734 unter dem Patronat des Preußenkönigs Friedrich Wilhelm I. vermutlich von Johann Gottfried Kemmeter erbaut und Pfingsten 1734 feierlich eingeweiht. Der rechteckige Saal ist von einer Hufeisenempore umgeben. Die Grundfläche beträgt 10 m × 16 m. Auf dem quadratischen ziegelgedeckten Westturm thronen Kugel, Wetterfahne und Krone mit den Initialen des „Soldatenkönigs“. Sie ist eine der wenigen Kronkirchen in Brandenburg.
- Auf dem Friedhof von Nudow befindet sich die Grabplatte der Barbara von Thümen. Sie wurde mit Genehmigung des königlichen Konsistoriums und der Regierung und auf Kosten der Familie von Thümen in die Friedhofsmauer eingelassen. Die Inschrift war bis etwa 1960 noch lesbar und lautete: „Anno 1577, den 8. August ist des gestrengen und ehrenfesten Caspar von Reibnitz ehrbare Hausfrau ‚Babara von Thümen‘ in Gott selig eingeschlafen. Bescher der Seelen Gott Gnade in Ewigkeit Amen.“
- Seit 2011 gibt es im Ort ein kleines Museum im ehemaligen Feuerspritzenhaus. Es hat im Sommer am Wochenende geöffnet und beherbergt interessante Ausstellungsgegenstände aus der jüngeren Geschichte.
- Der im 21. Jahrhundert als „Storchenhof“ genannte Bauernhof blieb im Dreißigjährigen Krieg als einer der wenigen Höfe unzerstört. Eine Urkunde aus dem Jahr 1653 weist einen Bauern namens Krause als Eigentümer des Hofes aus.
- Die Bockwindmühle – der Holzbau Alte Mühle am Ortsrand, die später zu einer motorbetriebenen Mühle umgebaut wurde. (Nicht mehr in Betrieb)

## Tourismus
Die Kieskuten (Kiesgruben) werden einerseits von Anglern genutzt, andererseits sind sie Ausflugsziel für Spaziergänger und ein beliebter Badeort. Mehrere Reitsportanlagen und Pferdehöfe prägen das im Teltow gelegene kleine Dorf.
Wie in vielen brandenburgischen Dörfern ist auch hier ein Storchenpaar beheimatet. An der Durchgangsstraße werden von vielen Einwohnern, direkt auf Tischen in ihren Vorgärten, selbstangebautes Obst und Gemüse sowie Blumen angeboten.

## Nudow als Drehort
- Der markante Holzbau der Bockwindmühle, Alte Mühle wurde als Drehort für Detlev Bucks Jugendfilm, Bibi & Tina genutzt.
- Die Nudower Fischteiche, (ehemalige Kiesgruben) als Drehort in der Netflix-Serie Dark 2. Staffel, Episode 6. Alle Bade- und Strandszenen.[7]